# Stadionul Național (1953)
Pour l’article homonyme, voir Stadionul Național.
Le Stadionul Național était un stade omnisports situé dans le complexe sportif Lia Manoliu à Bucarest en Roumanie. C'était le plus grand stade du pays avec près de 60 000 places.

## Histoire
Démoli en 2008, il est remplacé par le nouveau Stadionul Național en 2011.

## Événements
- Universiade d'été 1981, 19-30 juillet 1981.
- Concerts de Michael Jackson : Dangerous World Tour en 1992 et HIStory World Tour en 1996.